# Ctenocephalides grenieri
Ctenocephalides grenieri är en loppart som beskrevs av Beaucournu et Rodhain 1995. Ctenocephalides grenieri ingår i släktet Ctenocephalides och familjen husloppor. Inga underarter finns listade i Catalogue of Life.